# Neopachylus marginatus
Neopachylus marginatus is een hooiwagen uit de familie Gonyleptidae.